# 흐루스탈니

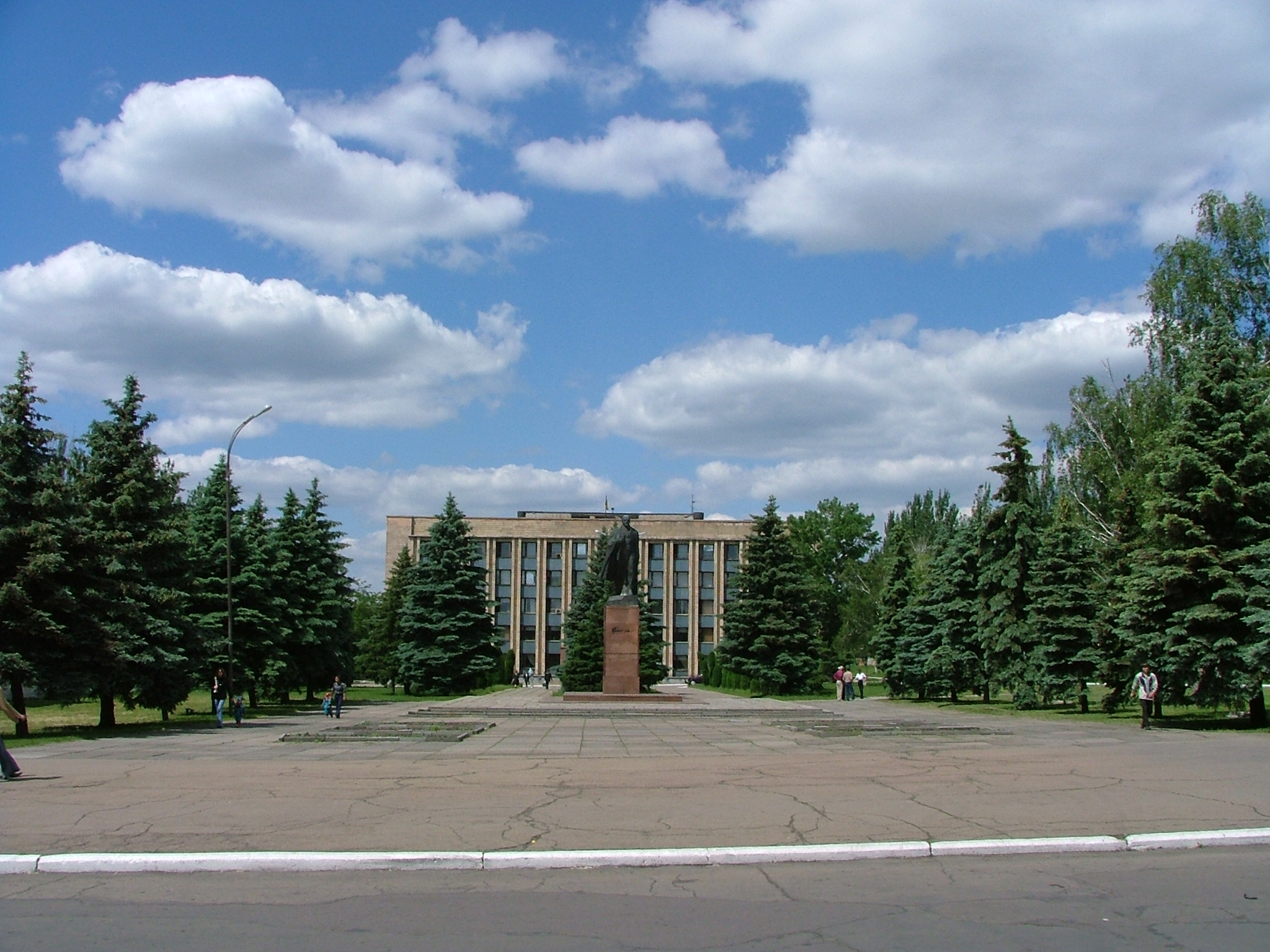

흐루스탈니(우크라이나어: Хрустальний)는 우크라이나 루한스크주 로벤스키군에 위치한 도시이다. 1895년 크린다치우카(Криндачівка, Криндачёвка)라는 이름으로 설립되어 돈바스 지역의 중요한 탄광 산업 중심지로 기능하였다. 2016년 5월 12일 우크라이나 의회는 탈공산화 정책에 따라 도시 이름을 크라스니루치(우크라이나어: Красний Луч, 러시아어: Красный Луч)에서 흐루스탈니로 변경하였다. 2022년 기준 인구는 79,533명이다.
돈바스 전쟁이 발발한 2014년 이래로 친러시아 반군인 루한스크 인민공화국의 실효 통치 하에 놓여 있다.